# توشیا اوئنو
توشیا اوئنو (انگلیسی: Toshiya Ueno؛ 2 october 1963 – ۱۵ آوریل ۲۰۱۳) کارگردان فیلم، فیلم‌نامه‌نویس، تهیه‌کننده فیلم، و بازیگر اهل ژاپن بود.